# Ştefan Kroner
Ştefan Kroner (Sighișoara, 30 maggio 1939) è un ex pallanuotista rumeno.
Ha fatto parte del Romania che ha partecipato al torneo di pallanuoto ai Giochi di Roma 1960 e di Tokyo 1964.
Ha vinto 1 bronzo alle Universiadi del 1965.